# Saint-Rabier
Saint-Rabier – miejscowość i gmina we Francji, w regionie Nowa Akwitania, w departamencie Dordogne.
Według danych na rok 1990 gminę zamieszkiwały 573 osoby, a gęstość zaludnienia wynosiła 36 osób/km² (wśród 2290 gmin Akwitanii Saint-Rabier plasuje się na 662. miejscu pod względem liczby ludności, natomiast pod względem powierzchni na miejscu 707.).